# Giro del Piemonte 1977
Il Giro del Piemonte 1977, sessantacinquesima edizione della corsa, si svolse il 18 settembre 1977 su un percorso di 223 km. La vittoria fu appannaggio del belga Roger De Vlaeminck, che completò il percorso in 5h34'00", precedendo l'italiano Giuseppe Saronni e lo svedese Bernt Johansson.
Sul traguardo 25 ciclisti, su 102 partiti da Torino, portarono a termine la competizione. 

## Ordine d'arrivo (Top 10)
| Pos. | Corridore                | Squadra            | Tempo    |
| ---- | ------------------------ | ------------------ | -------- |
| 1    | Roger De Vlaeminck       | Brooklyn           | 5h34'00" |
| 2    | Giuseppe Saronni         | Scic               | s.t.     |
| 3    | Bernt Johansson          | Fiorella Mocassini | s.t.     |
| 4    | Gianbattista Baronchelli | Scic               | s.t.     |
| 5    | Bruno Wolfer             | Zonca-Santini      | s.t.     |
| 6    | Carmelo Barone           | Fiorella Mocassini | s.t.     |
| 7    | Alfio Vandi              | Magniflex-Torpado  | s.t.     |
| 8    | Walter Riccomi           | Scic               | s.t.     |
| 9    | Josef Fuchs              | Sanson-Campagnolo  | s.t.     |
| 10   | Ludo Peeters             | IJsboerke-Colnago  | s.t.     |